# Elli (1912)
Elli byl chráněný křižník řeckého námořnictva. Rozestavěn byl jako Fej-chung, třetí jednotka čínské třídy Čao-che. Námořnictvo Čínské republiky jej do služby zařadilo roku 1913, ale roku 1914 byl prodán Řecku. Účastnil se první světové války. Ve dvacátých letech byl modernizován na minonosný křižník. Roku 1940 jej ještě před vyhlášením války Řecku potopila italská ponorka Delfin.

## Stavba
V roce 1910 byly v rámci modernizace čínského císařského námořnictva objednány tři malé chráněné křižníky třídy Čao-che. První dva byly objednány ve Velké Británii a zařazeny v letech 1911–1912. Třetí křižník Fej-chung byl objednán u americké loděnice New York Shipbuilding Corporation v Camdenu ve státě New Jersey. Výzbroj dodala britská zbrojovka Armstrong. Jeho stavba byla zahájena roku 1910 a na vodu byl spuštěn 4. května 1912. Do služby byla přijata do nového námořnictva Čínské republiky v listopadu 1913. Během zkoušek dosáhl rychlosti 21 uzlů. Roku 1914 byl křižník nabídnut k prodeji. Zakoupilo jej Řecko. Do služby byl přijat 14. května 1914 jako Elli.

## Konstrukce
Křižník chránila 25mm pancéřová paluba se skloněnými konci o síle 51 mm. Kryla jeho pohonný systém. Velitelskou věž chránil 51mm pancíř. Hlavní výzbroj tvořily dva 152mm/45 kanóny Armstrong Mk.NN, lafetované po jednom na přídi a na zádi a dále čtyři 102mm/50 kanóny Armstrong P. Doplňovaly je dva 76mm/40 kanóny Armstrong N, šest 47mm/40 kanónů Hotchkiss, dva 37mm/27 kanóny Maxim a dva 450mm torpédomety. Pohonný systém tvořily tři vodotrubní kotle Thornycroft a tři parní turbíny Parsons o výkonu 7500 hp, pohánějící tři lodní šrouby. Kotle spalovaly uhlí a topný olej. Nejvyšší rychlost dosahovala 20 uzlů. Dosah byl 4500 námořních mil při rychlosti deset uzlů.

### Modernizace
Roku 1917 výzbroj posílil jeden 57mm kanón Hotchkiss a dva 47mm kanóny Hotchkiss.
V letech 1925–1929 byl Elli modernizován francouzskou loděnicí Forges et chantiers de la Méditerranée v La Seyne na minový křižník. Zcela se změnil tvar nástavby, komíny byly posunuty a trup na zádi byl snížen. Ušetřená hmotnost byla využita pro zesílení pancéřové paluby na 51 mm. Tři nové kotle Yarrow spalovaly pouze topný olej. Rychlost se tím zvýšila na 20,5 uzlu, ale v roce 1940 kvůli opotřebovanému pohonu křižník dosahoval pouze 18 uzlů. Dosah se zvětšil na 7000 námořních mil při rychlosti deset uzlů. Změnilo se i složení výzbroje. Tvořily ji tři 152mm/50 kanóny Armstrong Mk.WW, dva 76mm/40 kanóny Armstrong N, dva 57mm/40 kanóny Hotchkiss AA, dva 450mm torpédomety a až 110 námořních min.
Ve třicátých letech byly 57mm kanóny nahrazeny dvěma britskými 40mm kanóny QF Mk.II.

## Služba
Křižník se účastnil první světové války. V letech 1916–1917 křižník sloužil pod francouzskou vlajkou. Ve službě byl ještě za druhé světové války. Dne 15. srpna 1940 jej v přístavu na ostrově Tinos torpédovala a potopila italská ponorka Delfino. Italové tehdy s Řeckem nevedli válku, ale podnikali proti zemi sérii provokací. Útok byl o to odsouzeníhodnější, že byl proveden ve významný svátek řecké pravoslavné církve - v den Nanebevzetí Panny Marie. Oficiální komuniké řecké vlády sice pravilo, že křižník byl „potopen ponorkou neznámého původu“, nicméně řecké obyvatelstvo všeobecně tušilo, pod jakou vlajkou tato ponorka slouží. Italsko-řecká válka vypukla 28. října 1940, kdy italská vojska vtrhla do Řecka z území obsazené Albánie.